# Delivery (Band)
Delivery war eine britische Bluesrock- und Progressive-Rock-Band. Sie wurde in den späten 1960er Jahren gegründet, verschiedene Bandmitglieder waren nach der Auflösung von Delivery in Bands der Canterbury-Szene aktiv.

## Bandgeschichte
Gegründet von Gitarrist Phil Miller, seinem älteren Bruder, dem Pianisten Steve Miller, Schlagzeuger Pip Pyle und dem Bassisten Jack Monck unter dem Namen „Brunos Blues Band“, bestritt die Gruppe mehrere Jahre lang Konzerte im Raum London. 1968 trat der experimentelle Saxophonist Lol Coxhill bei, und der Bandname wechselte zu „Steve Miller’s Delivery“, der übersetzt „Steve Miller’s Botschaft“ bedeutet. 1969 schloss sich die Band mit der Bluessängerin Carol Grimes zusammen, und Bassist Roy Babbington ersetzte Monck.
Diese Besetzung nahm 1970 ein Album auf: Fools Meeting. Obwohl Grimes als einfaches Bandmitglied angesehen werden wollte, veröffentlichte die Plattenfirma das Album unter „Carol Grimes and Delivery“. 1971 verließ Pyle die Band und wurde zunächst für einige Zeit Mitglied von Gong, seine Stelle nahm der Schlagzeuger Laurie Allan ein. Kurz danach löste sich Delivery auf. 1972 kam es noch zu zwei kurzen Wiedervereinigungen, wiederum mit unterschiedlichen Besetzungen.

## Spätere Projekte der Bandmitglieder
- Phil Miller gründete Matching Mole mit Robert Wyatt und Dave Sinclair, später Hatfield and the North mit Pip Pyle, beide arbeiteten noch später bei National Health wieder zusammen.
- Steve Miller ersetzte Dave Sinclair bei Caravan nach dessen erstem Ausscheiden.
- Roy Babbington war gleichzeitig Mitglied der Keith Tippett Group, später von Nucleus und Soft Machine.
- Laurie Allan trat ebenfalls Gong und später Barbara Thompsons Paraphernalia bei.

## Diskografie
als Carol Grimes and Delivery
- 1970: Fools Meeting (Album, B&C Records / Dandelion Records, 1999 Wiederveröffentlichung als CD mit 5 Bonustracks bei Cuneiform Records)
- 1970: Harry Lucky (Single, B&C Records)

## Filmografie
- 2015: Romantic Warriors III: Canterbury Tales (DVD)